# إريك فريبيرغ
إريك فريبيرغ (بالسويدية: Erik Friberg) (10 فبراير 1986 في السويد - ) هو لاعب كرة قدم سويدي في مركز الوسط. شارك مع منتخب السويد لكرة القدم. أما مع النوادي، فقد لعب مع سياتل ساوندرز ونادي إيسبيرغ ونادي بولونيا ونادي مالمو ونادي هكن وفاسترا فرولندا ‏.

## وصلات خارجية
- إريك فريبيرغ على موقع الاتحاد الأوربي (الإنجليزية)
- إريك فريبيرغ على موقع اتحاد السويد (السويدية)
- إريك فريبيرغ على موقع الدوري الأمريكي (الإنجليزية)
- إريك فريبيرغ على موقع قاعدة بيانات كرة القدم.إي يو (الإنجليزية)
- إريك فريبيرغ على موقع ناشيونال فوتبول تيمز (الإنجليزية)
- إريك فريبيرغ على موقع Soccerway.com (الإنجليزية)
- إريك فريبيرغ على موقع عالم كرة القدم.نت (الإنجليزية)
- إريك فريبيرغ على موقع AS.com (الإسبانية)